# Marisa Cosío
Marisa Renée Cosío Maldonado, coniugata Gálvez (Moquegua, 16 maggio 1959), è un'ex cestista peruviana.

## Carriera
Con il Perù ha preso parte ai Campionati mondiali del 1983.